# 前川春雄
前川 春雄（まえかわ はるお、1911年2月6日 - 1989年9月22日）は、東京都出身の第24代日本銀行総裁。兄は建築家前川國男。父は土木官僚の前川貫一。

## 来歴・人物
府立五中、一高を経て、1935年、東京帝国大学法学部を卒業。日本銀行に入行し、イタリア駐在、ドイツ駐在、ニューヨーク駐在等、国際金融のスペシャリストとして歩みを進める。外国為替部門の責任者を経て、一度、輸銀へ転出。1974年、副総裁として日本銀行に復帰する。1979年に森永貞一郎の後を受け、第24代日本銀行総裁に就任。副総裁には、輸銀時代の上司であった澄田智（後任の第25代日銀総裁）を据え「逆転人事」として話題を呼んだ。
日銀総裁就任後、前川は早速、第2次オイルショックによるインフレーションにどう対処するのかという難題に取り組まねばならなかった。前川はそこで絶妙な金融引締め政策を実施し、結果、他の先進諸国がインフレにもがき苦しむ中で、日本経済が最も上手にこの危機を乗り越えることが出来た。石油危機後もマネーを安定させることに成功。日本経済はインフレなき成長を達成し、前川日銀による政策運営は国際的に高い評価を得た。1984年、大蔵省出身の澄田智に総裁職を譲り退任。
日銀退任後の前川は、折からの日米貿易摩擦への対応を取りまとめる任を負った。1985年、中曽根康弘内閣が設置した私的諮問機関である経済構造調整研究会の座長に就き、「内需拡大と市場開放」を謳った報告書（前川リポート）を取りまとめた。前川リポートやアメリカ側の対日強硬姿勢については、小宮隆太郎等、国内外の経済学者から批判が寄せられたが、結局、この前川路線が日本のその後の規制緩和・対外開放の動きを規定することとなった。
1986年、国際電電の会長に就任する。1989年9月22日死去。享年78。

### 伝記
- 浪川攻『前川春雄「奴雁」の哲学』（東洋経済新報社、2008年）

## 経歴
- 1935年　東京帝国大学法学部卒業
- 1935年　日本銀行入行
- 1958年　ニューヨーク駐在参事
- 1960年　外国為替局長
- 1963年　外国局長、理事
- 1970年　日本輸出入銀行副総裁
- 1974年　日本銀行副総裁
- 1979年　日本銀行総裁
- 1984年　日本銀行総裁退任
- 1985年　経済構造調整研究会座長
- 1986年　国際電信電話会長